# 補償コンサルタント
補償コンサルタント（ほしょうコンサルタント）とは、不動産に関するコンサルタントのひとつである。

## 概説
公共事業にあたり土地取得と建物移転など損失補償の受託または請負を生業としている。関連団体に日本補償コンサルタント協会がある。
国土交通大臣の登録を得るには補償業務管理責任者（資格である補償業務管理士のことではないので注意）を設置する必要がある。
補償コンサルタントには、土地調査、土地評価、物件、機械工作物、営業補償・特殊補償、事業損失、補償関連、総合補償の8つの登録部門がある。国土交通大臣の登録を受けるには、登録を受けようとする部門ごとに上記の補償業務管理者を置くこと、補償業務に関する契約を履行するに足りる財産的基礎又は金銭的信用を有すること、補償業務に関する契約に関して不正又は不誠実な行為をするおそれがないことが要件とされている。
なお、登録の有無を問わず、補償コンサルタントの営業は自由に行うことができるが、得意分野の明示、信用確保の観点から、登録業者の使用が望ましい。